# Giorno della fondazione del Partito
Il Giorno della fondazione del Partito è una festa nazionale annuale celebrata in Corea del Nord per ricordare la fondazione, avvenuta il 10 ottobre 1945, del "Comitato organizzatore centrale del Partito comunista della Corea del Nord", noto in occidente come "Ufficio nordcoreano del Partito Comunista di Corea"  e considerato un predecessore del Partito del Lavoro di Corea.
Le celebrazioni includono discorsi politici, esibizioni artistiche ed eventi di massa come le parate militari.
Il Giorno della fondazione del Partito è una delle feste più importanti del Paese, assieme al Giorno del Sole (compleanno di Kim Il-sung), il Giorno della Stella brillante (compleanno di Kim Jong-il) e il Giorno della fondazione della Repubblica.

## Contesto

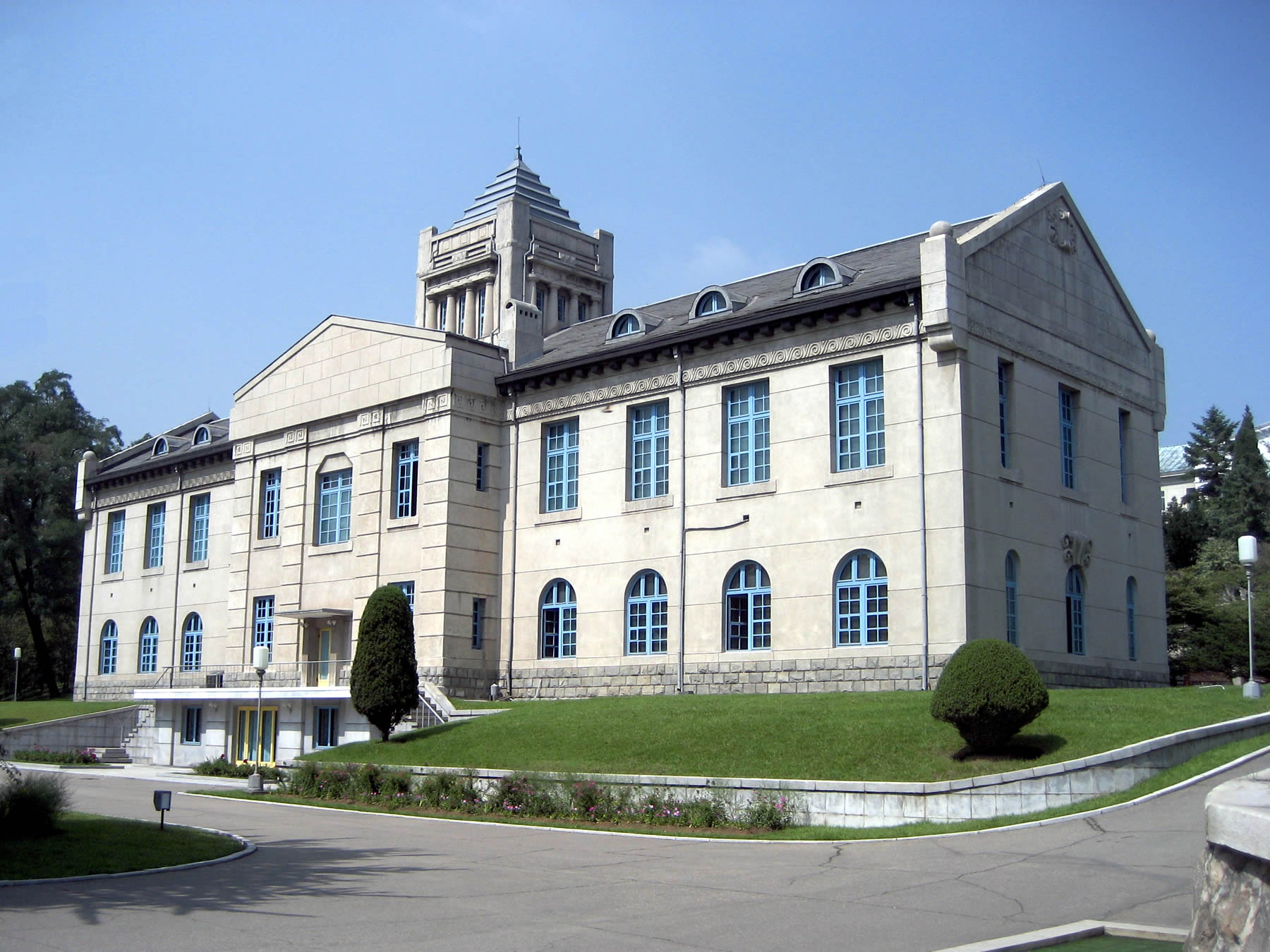
L'edificio dove fu ospitata la conferenza istitutrice è ora sede del Museo della fondazione del Partito.

Il 10 ottobre 1945 incominciò a Pyongyang un incontro noto come "Conferenza dei membri del Partito Comunista Coreano e appassionati nelle cinque province nordoccidentali", in un auditorium pubblico oggi sede del Museo della fondazione del partito. Il 13 ottobre, l'incontro vide l'istituzione dell'Ufficio nordcoreano del Partito Comunista di Corea e in questa occasione Kim Il-sung emerse per la prima volta come forza politica. Kim chiese la fondazione dell'Ufficio nordcoreano in modo tale che le attività del partito potessero essere salvaguardate nel nord del Paese in una situazione dove il nord e il sud erano occupati rispettivamente dai sovietici e dagli americani. Kim accettò la direzione dell'Ufficio nordcoreano due mesi dopo la conferenza. L'ufficio divenne in seguito indipendente dal Partito guidato da Seul, aprendo la strada a una forza politica a nord.
L'Ufficio della Corea del Nord è uno di una serie di predecessori all'attuale Partito del Lavoro di Corea, diventando inizialmente nell'agosto del 1946 il Partito del Lavoro della Corea del Nord durante il suo I Congresso. L'attuale Partito del Lavoro di Corea fu fondato solamente il 30 giugno 1949 quando il Partito del Lavoro della Corea del Nord si unì all'analogo del Sud.

## Celebrazioni

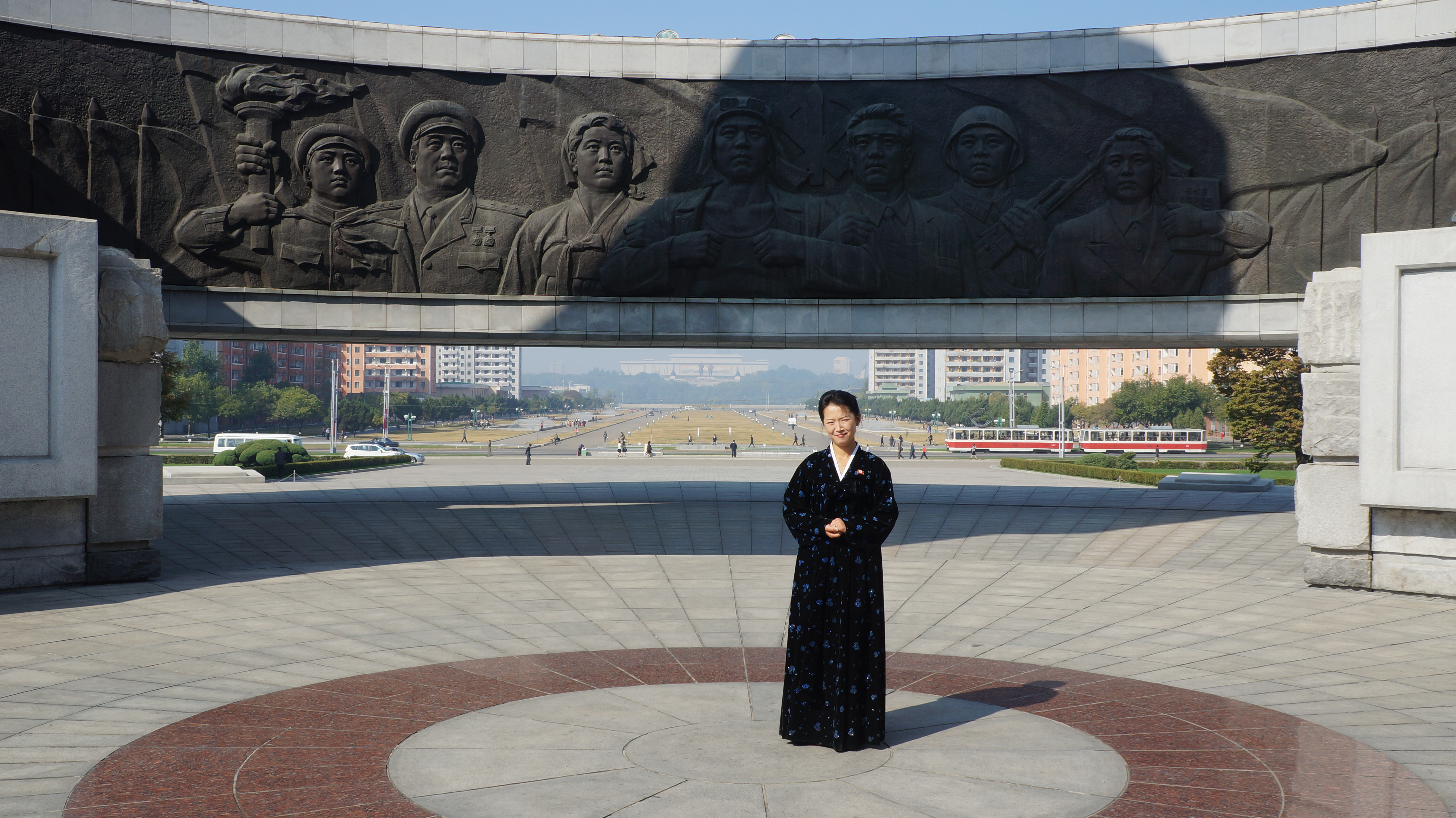
Una guida al Monumento della fondazione del Partito a Pyongyang.

Le celebrazioni in questa giornata includono esibizioni canore e di danza, serate di gala, discorsi, seminari sulla storia rivoluzionaria e incontri di oratoria. Vengono posati inoltre degli omaggi floreali davanti alle statue di Kim Il-sung e lo stato distribuisce speciali razioni di cibo, soprattutto di quello in carenza. La carne viene resa disponibile tramite il sistema di distribuzione pubblica.
Durante il Giorno della Fondazione viene garantita l'erogazione dell'elettricità (nonostante le carenze) e le celebrazioni sono trasmesse in diretta televisiva. La giornata viene celebrata in tutto il Paese, ma i festeggiamenti principali vengono organizzati nella capitale, Pyongyang, che ospita processioni e parate militari. La partecipazione durante queste occasioni raggiunge spesso il milione di persone.
Le celebrazioni hanno incluso occasionali visite cerimoniali dei leader nordcoreani al Palazzo del Sole di Kumsusan. L'impossibilita di presenziare da parte di Kim Jong-un nel 2014 intensificò alcune speculazioni riguardo alla sua lunga assenza in quel periodo. La tradizione tuttavia non è molto rispettata perché, in confronto a Kim Jong-un, suo padre Kim Jong-il aveva osservato la stessa tradizione solamente due volte.
La Corea del Nord pianifica il completamento di progetti di costruzione su vasta scala in coincidenza con importanti anniversari come appunto il Giorno della fondazione del Partito. Il 50º anniversario del 1995, ad esempio, è stato celebrato con la presentazione del Monumento alla fondazione del Partito. Il 70º anniversario del 2015 è stato programmato per essere celebrato con il completamento di un allevamento intensivo nella contea di Sep'o e della centrale idroelettrica del fiume Ch'ŏngch'ŏn. Quest'ultimo tuttavia fu completato il mese successivo.
Banche, uffici, negozi e istituzioni governative sono chiusi durante l'intera giornata e spesso vengono celebrati anche dei matrimoni.